# Fissidens ghanae
Fissidens ghanae là một loài Rêu trong họ Fissidentaceae. Loài này được Bizot mô tả khoa học đầu tiên năm 1974.